# بيتر هانسن (رسام)
بيتر هانسن (بالدنماركية: Peter Hansen)‏ هو رسام دنماركي، ولد في 13 مايو 1868 في Faaborg ‏ في الدنمارك، وتوفي بنفس المكان في 6 أكتوبر 1928.

## معرض صور

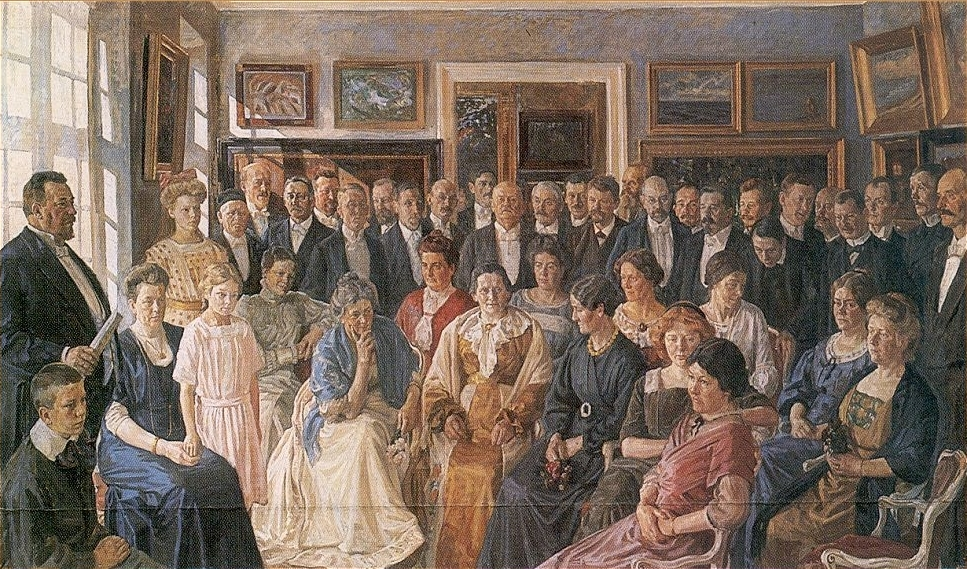
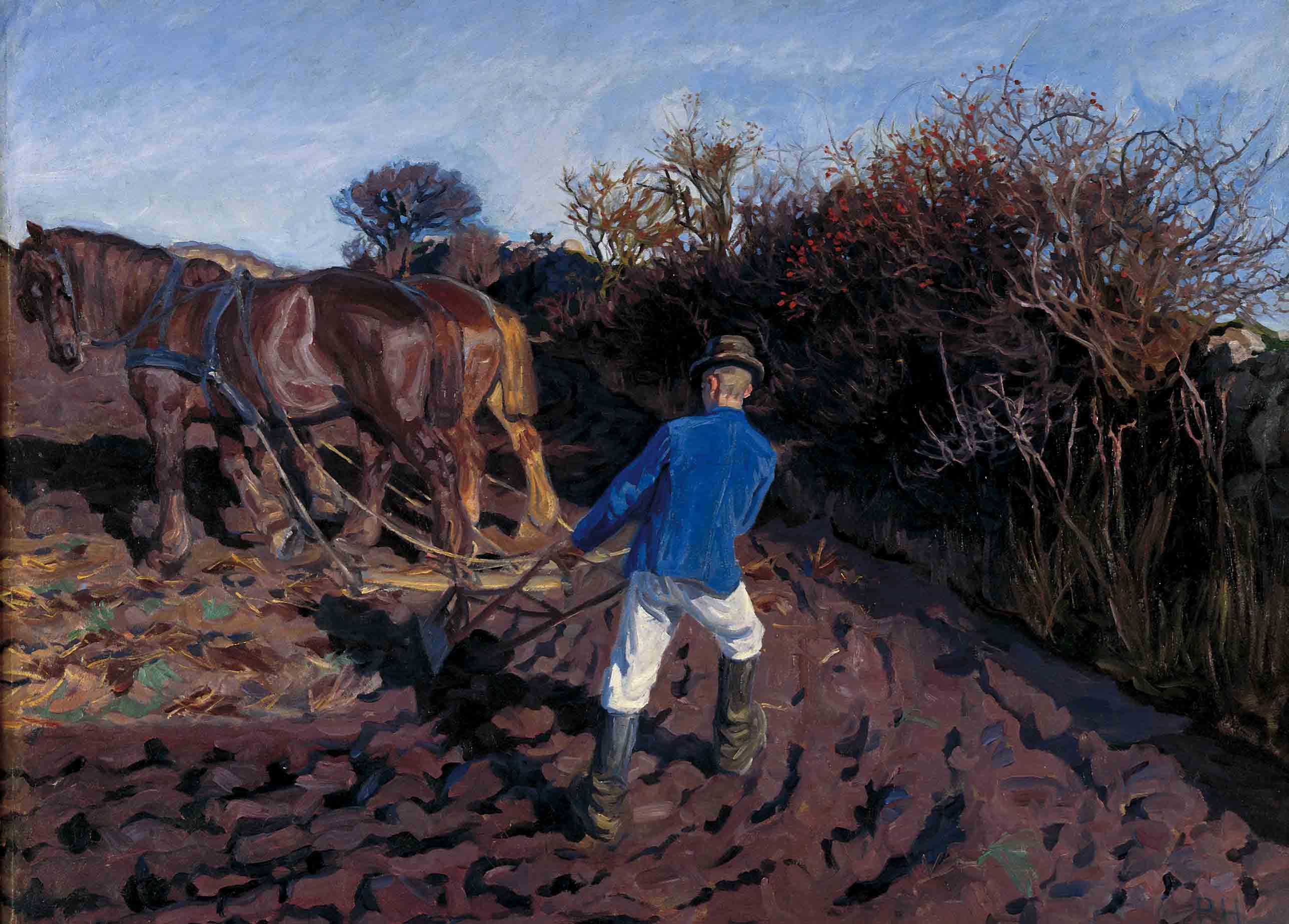
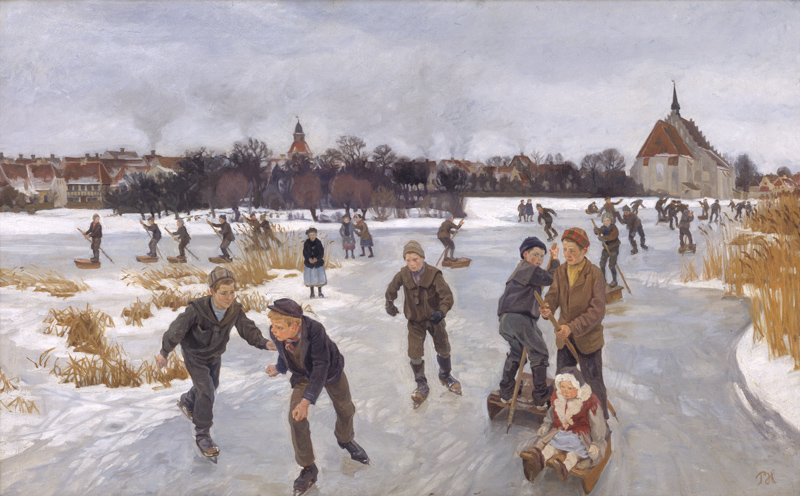
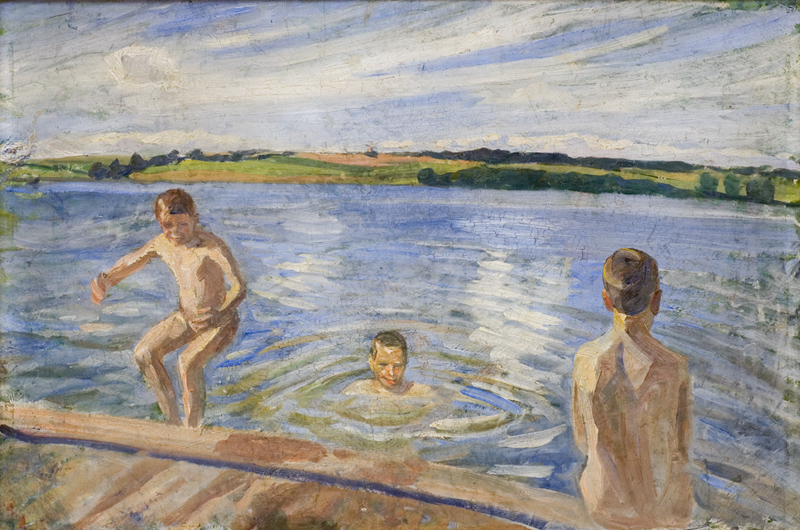